# Масару Учијама
Масару Учијама (јап. 内山 勝; 14. април 1957) бивши је јапански фудбалер.

## Каријера
Током каријере играо је за Јамаху.

## Репрезентација
За репрезентацију Јапана дебитовао је 1985. године.

## Статистика
| Јапан  | Јапан | Јапан |
| Год.   | Ута.  | Гол.  |
| ------ | ----- | ----- |
| 1985   | 1     | 0     |
| Укупно | 1     | 0     |